# Schustlerova zahrádka
Schustlerova zahrádka je botanická lokalita v Pančavské jámě v Krkonoších, asi 9 km od Špindlerova Mlýna.

## Popis
V roce 1923 se objevil první návrh na vytvoření „Národního parku Krkonošského“. Autorem návrhu byl botanik prof. František Schustler, na jehož počest bylo území, které navrhoval za prvopočátek dnešního Krnapu, pojmenováno Schustlerova zahrádka. Roste zde 165 druhů cévnatých rostlin (kapraďorosty, byliny a dřeviny), přičemž k nejvýznamnějším se řadí jeřáb sudetský (roste pouze v Krkonoších), meruzalka skalní, lýkovec ledovatý, lípa širokolistá či prvosenka nejmenší. Z bezcévných rostlin jsou nejvýznamnější sněžné řasy, které na jaře barví sníh do červena. Tento jev byl v Čechách poprvé zaznamenán právě v této lokalitě roku 1976.